# Милославский, Евгений Иванович
Евгений Иванович Милославский (14 [26] декабря 1877, Ахтырка, Харьковская губерния — 29 июня 1960, Харьков) — советский инженер-транспортник, специалист в области железнодорожного и автомобильного транспорта. Профессор (1938). Доктор технических наук.
Один из основоположников дисциплины «Эксплуатация автомобильного транспорта».

## Биография
Родился в семье купца 14 (26) декабря 1877 года в Ахтурке Харьковской губернии.

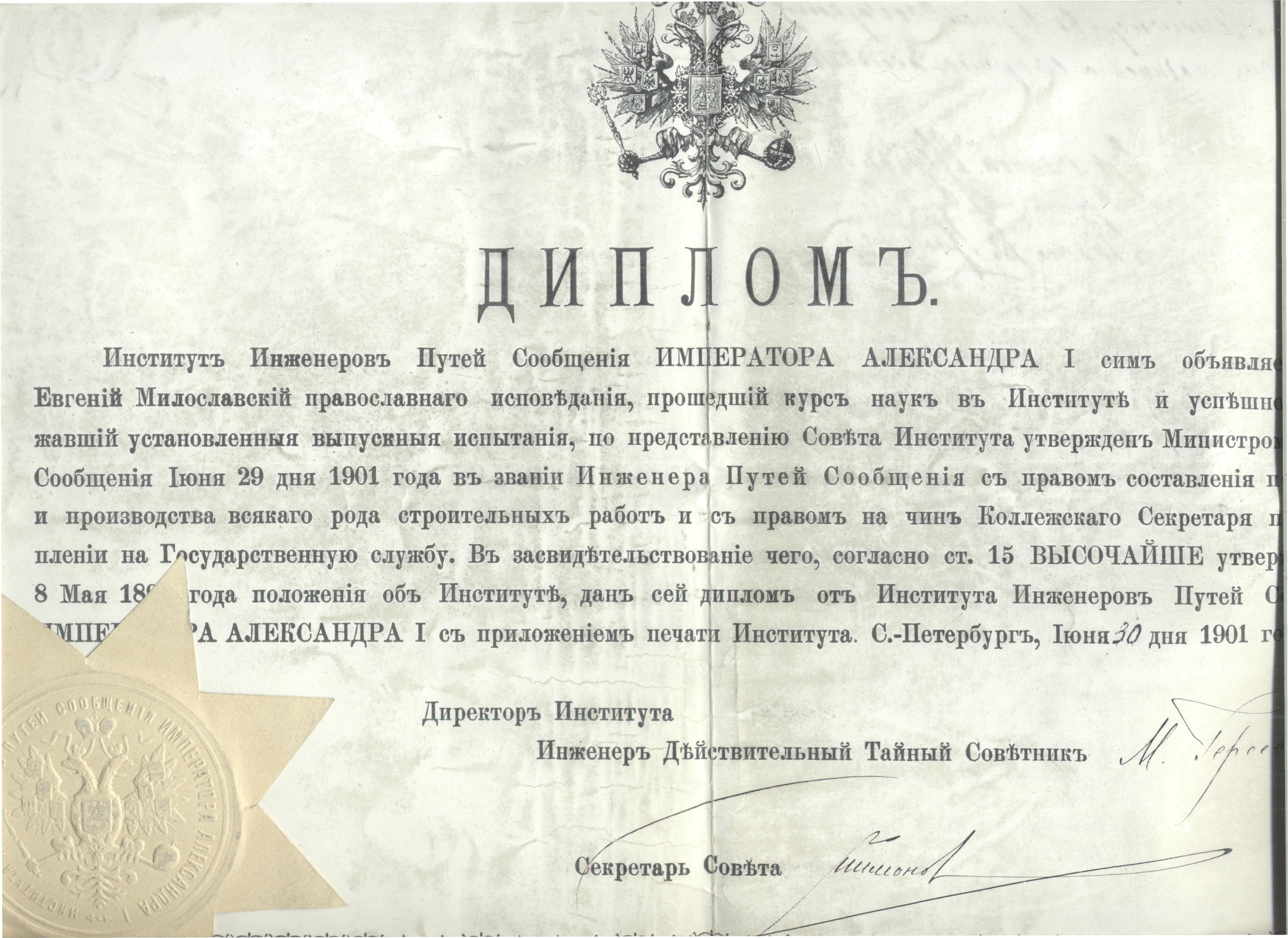
Диплом Е. И. Милославского об окончании Института инженеров путей сообщения. 1901 год.
Архив семьи Милославских.

В 1901 году окончил Санкт-Петербургский Институт инженеров путей сообщения императора Александра I. Коллежский секретарь. В 1901—1922 года занимал разные руководящие должности на железнодорожном транспорте. Затем служил на Московско-Виндаво-Рыбинской железной дороге: в 1901—1907 гг. — инженер Правления дороги (в Санкт-Петербурге); в 1907—1913 гг. — начальник 13-го пути и участка дороги (Бежецк, Рыбинск), в 1913—1915 гг. — преподаватель курсов по эксплуатации Управления Московско-Виндаво-Рыбинской железной дороги (Рыбинск).
В 1922—1933 годах — заведующий отдела Госплана УССР; в 1933—1939 и 1946—1955 годах — заведующий кафедрой автомобильного транспорта, в 1955—1960 годах — профессор кафедры эксплуатации автомобильного транспорта, одновременно в 1947—1950 годах — декан автомобильного факультета Харьковского автомобильно-дорожного института. В 1939—1946 годах читал лекции в Саратовском автомобильно-дорожном институте (ныне Саратовский государственный технический университет); с сентября 1939 года заведовал кафедрой эксплуатации автомобильного транспорта института и, одновременно с этим, был деканом автомобильного факультета. В 1943—1946 годах он был заведующим кафедрой «Автомобили и тракторы» Челябинского механико-машиностроительного института (ныне Южно-Уральский государственный университет), одновременно — заведующий кафедрой «Тракторы и автомобили» и заместитель директора по научной части челябинского Института механизации и электрификации сельского хозяйства (ныне Южно-Уральский государственный аграрный университет).
Умер в Харькове 29 июня 1960 года.

## Научная деятельность
Автор более 65 работ по эксплуатации различных видов транспорта. Основные научные труды были посвящены вопросам развития железнодорожного и автомобильного транспорта, проектированию и организации перевозок на железнодорожных магистралях, методикам расчета пассажиров и грузоперевозок на автомагистралях. Исследовал проблемы экономики, организации и планирования транспорта.
В 1930—1950-е годы Е. И. Милославский был единственным профессором по специальности «Автоэксплуатация», практически все монографии, диссертации или научные работы в этой области обязательно им рецензировались.

## Избранные публикации
- Состояние шоссейных и грунтовых дорог УССР и их восстановление. Х., 1924;
- Анализ работы железных дорог Украины в 1921-25 гг. и перспективы развития. Х., 1926;
- Методика расчёта пассажирооборота в городских и пригородных сообщениях. Х., 1937;
- Автомобильный транспорт в военных перевозках. Саратов, 1942;
- Проектирование и организация перевозок на автомагистралях. Х., 1947;
- Система движения на автомагистралях. Х., 1951.

## Награды
- Орден «Знак Почёта»
- Медаль «За доблестный труд в Великой Отечественной войне 1941—1945 гг.»

## Семья
Женился в Санкт-Петербурге 25 октября 1902 года на Валентине Петровне Коротенко. У них 30 мая 1917 года родилась дочь Ксения.